# Rosel Zech
Rosel Zech (7 de julio de 1940 – 31 de agosto de 2011) fue una actriz teatral, cinematográfica y televisiva de nacionalidad alemana, especialmente ligada al movimiento "Autorenkino" ("Cine de Autor"), iniciado en los años 1970.

## Carrera

### Teatro
Su verdadero nombre era Rosalie Helga Lina Zech, y nació en Berlín, Alemania. Sus padres, que no estaban casados, eran el barquero de un canal y una modista, y ella fue criada en Hoya, Alemania. Su interés por la actuación la llevó, a los 20 años de edad, a la Baja Baviera, donde en 1962 obtuvo su primer trabajo teatral en el actual Landestheater Niederbayern de Landshut.
Tras ello hizo papeles en otros varios teatros, como por ejemplo en 1964 en el Städtebundtheater de Biel/Bienne y en el teatro de verano de Winterthur. Dos años más tarde actuó en el Schauspielhaus de Wuppertal, y desde 1970 a 1972 trabajó en el Teatro Nacional de Stuttgart y en el Schauspielhaus Bochum.
En la temporada 1978-1979 Zech trabajó en Hamburgo, en el Deutsches Schauspielhaus, volviendo después a su nativa Berlín, donde actuó en el Volksbühne. En 1981 fue contratada por el Bayerischen Staatsschauspiel de Munich, y cuatro años después volvió al Schauspielhaus de Hamburgo. En 2009 participó en el Festival Luisenburg en la obra Madre Coraje y sus hijos, encarnando a Anna Fierling.

### Cine y televisión
Zech debutó en televisión en 1970 con Der Pott. En 1973 hizo un pequeño papel en Die Zärtlichkeit der Wölfe, junto a Kurt Raab y Margit Carstensen. En el plató conoció a Rainer Werner Fassbinder, que producía el film, y con el cual inició una larga colaboración. Ese mismo año, Peter Zadek la escogió para actuar en Kleiner Mann – was nun? junto a Heinrich Giskes y Hannelore Hoger.
Posteriormente hizo otras películas y telefilmes, destacando de entre ellos Die Möwe y Hedda Gabler. En la cinta infantil Die Vorstadtkrokodile (1977), ella encarnaba a Mrs. Wolferman, la madre de uno de los "cocodrilos'". También actuó en el film de Peter Fleischmann de ciencia ficción Die Hamburger Krankheit (1979).
En 1981 fue escogida por Rainer Werner Fassbinder para rodar Lola (1981) en un papel de reparto, como la esposa de Mario Adorf. Fassbinder inmediatamente pensó en ella para su siguiente proyecto, La ansiedad de Veronika Voss, dándole el papel principal. La convincente actuación de Zech la convirtió en una estrella de la noche a la mañana. La película fue premiada en 1982 con el Oso de Oro del Festival Internacional de Cine de Berlín. En los años siguientes Zech se centró principalmente en la televisión, actuando en numerosas series y telefilmes, aunque siguió trabajando como actriz teatral en Berlín, donde vivió en sus últimos años.

## Fallecimiento
Rosel Zech falleció en Berlín, Alemania, a causa de un cáncer óseo, el 31 de agosto de 2011, a los 69 años de edad. Tras habérsele diagnosticado el cáncer en el verano de 2011, Zech ya no había podido retomar su papel regular de una monja en la serie Um Himmels Willen. Fue enterrada en el cementerio Luisenfriedhof III de Berlín.

## Recompensas
- 1968: Premio de Renania del Norte-Westfalia para jóvenes artistas.
- 1976: Actriz del año, nombrada por la revista Theater heute, por su trabajo en Hedda Gabler.
- 1982: Oso de Oro del Festival Internacional de Cine de Berlín por La ansiedad de Veronika Voss
- 1983: Premio al mejor intérprete alemán por Mascha
- 1990: Medalla Kainz de la ciudad de Viena por Eines langen Tages Reise in die Nacht
- 1991: Premio del Festival Internacional de Cine de Montreal por Salmonberries
- 1992: Bayerischer Filmpreis por Salmonberries
- 1999: Orden al Mérito de Baviera
- 2001: Premio Merkur de Teatro del periódico Münchner Merkur por Afterplay